# 이다이촌
이다이촌(伊台村)은 에히메현 온센군에 설치된 촌이다.